# Нефтеюганський район
Нефтеюга́нський район (рос. Нефтеюганский район) — адміністративна одиниця Ханти-Мансійського автономного округу Російської Федерації.
Адміністративний центр — місто Нефтеюганськ, яке не входить до складу району.

## Населення
Населення району становить 45057 осіб (2018; 44815 у 2010, 45354 у 2002).

## Адміністративно-територіальний поділ
На території району 1 міське поселення та 7 сільських поселень:
| Поселення                        | Площа, км² | Населення, осіб (2002) | Населення, осіб (2010) | Населення, осіб (2017) | Центр        | Населені пункти |
| -------------------------------- | ---------- | ---------------------- | ---------------------- | ---------------------- | ------------ | --------------- |
| Пойковське міське поселення      | -          | 27540                  | 25594                  | 26436                  | Пойковський  | 1               |
| Каркатеєвське сільське поселення | -          | 1737                   | 1850                   | 1738                   | Каркатеєви   | 1               |
| Куть-Яхівське сільське поселення | -          | 1996                   | 2183                   | 2113                   | Куть-Ях      | 1               |
| Лемпінське сільське поселення    | -          | 496                    | 493                    | 391                    | Лемпіно      | 1               |
| Салимське сільське поселення     | -          | 5992                   | 7017                   | 7410                   | Салим        | 2               |
| Сентябрське сільське поселення   | -          | 3012                   | 1505                   | 1573                   | Сентябрський | 1               |
| Сінгапайське сільське поселення  | -          | 3680                   | 4185                   | 3766                   | Сінгапай     | 2               |
| Усть-Юганське сільське поселення | -          | 901                    | 1988                   | 1788                   | Усть-Юган    | 2               |

## Найбільші населені пункти
| № | Населений пункт | Населення, осіб (2002) | Населення, осіб (2010) |
| - | --------------- | ---------------------- | ---------------------- |
| 1 | Пойковський     | 27 540                 | 25 594                 |
| 2 | Салим           | 5 497                  | 6 554                  |
| 3 | Сінгапай        | -                      | 3 133                  |
| 4 | Куть-Ях         | 1 996                  | 2 183                  |
| 5 | Каркатеєви      | 1 737                  | 1 850                  |
| 6 | Сентябрський    | 3 012                  | 1 505                  |
| 7 | Юганська Об     | -                      | 1 254                  |
| 8 | Чеускіно        | 3 680                  | 1 052                  |